# Очень странные дела (2-й сезон)
Второй сезон американского научно-фантастического сериала ужасов «Очень странные дела», указанный в титрах как «Очень странные дела 2», премьера которого состоялась по всему миру на Netflix 27 октября 2017 года. Сериал был создан братьями Даффер, которые также выступили в качестве исполнительных продюсером вместе с Шоном Леви, Дэном Коэном и Иэном Патерсоном.
Главные роли во втором сезоне исполнили Вайнона Райдер, Дэвид Харбор, Финн Вулфхард, Милли Бобби Браун, Гейтен Матараццо, Калеб Маклафлин, Ноа Шнапп, Сэди Синк, Наталия Дайер, Чарли Хитон, Джо Кири, Дейкр Монтгомери, Кара Буоно, Шон Астин и Пол Райзер. Бретт Гелман, Линнея Бертелсен, Мэттью Модайн и Прия Фергюсон также появляются в повторяющихся ролях.

## Сюжет
Уилл Байерс оказывается мишенью Изнанки через год после своего исчезновения, когда большая щупальцевидная фигура под названием Истязатель Разума вскоре терроризирует жителей Хоукинса, заставляя действовать Джойс и Хоппера, вместе с сестрой Майка Нэнси, братом Уилла Джонатаном, и Стивом — парнем Нэнси, а также близких друзей Уилла: Майка, Дастина и Лукаса. Вся группа, вместе с новенькой из Калифорнии, Максин, а также пропавшей Одиннадцатью, должны снова объединить усилия, чтобы предотвратить увеличение угрозы.

## В ролях
| - Вайнона Райдер — Джойс Байерс - Дэвид Харбор — Джим Хоппер - Финн Вулфхард — Майк Уилер - Милли Бобби Браун — Одиннадцать / Джейн - Гейтен Матараццо — Дастин Хендерсон - Калеб Маклафлин — Лукас Синклер - Ноа Шнапп — Уилл Байерс - Сэди Синк — Макс Мэйфилд - Наталия Дайер — Нэнси Уилер - Чарли Хитон — Джонатан Байерс - Джо Кири — Стив Харрингтон - Дейкр Монтгомери — Билли Харгроув - Кара Буоно — Карен Уилер - Шон Астин — Боб Ньюби - Пол Райзер — Сэм Оуэнс | - Линнея Бертелсен — Кали / Восемь - Джо Крест — Тед Уилер - Кэтрин Кёртин — Клаудия Хендерсон - Приа Фергюсон — Эрика Синклер - Бретт Гелман — Мюррей Бауман - Кай Л. Грин — Весельчак - Рэнди Хэвенс — Скотт Кларк - Джеймс Лэндри Хеберт — Аксель - Анна Джакоби-Херон — Дотти - Габриэль Мэйден — Мик - Роб Морган — офицер Пауэлл - Джон Пол Рейнольдс — офицер Каллахан - Челси Талмидж — Кэрол - Мэттью Модайн — Мартин Бреннер |

## Эпизоды
| № общий | № в сезоне | Название                                                                         | Режиссёр      | Автор сценария      | Дата премьеры   |
| --- | ---------- | -------------------------------------------------------------------------------- | ------------- | ------------------- | --------------- |
| 9 | 1          | «Глава первая: БЕЗУМНАЯ МАКС» «Chapter One: MADMAX»                              | Братья Даффер | Братья Даффер       | 27 октября 2017 |
| Прошёл почти год после событий, связанных с исчезновением Уилла. Близится Хэллоуин. В Питтсбурге девушка с татуировкой «008» (похожей на татуировку на руке Одиннадцать) использует паранормальные способности, чтобы дать своей банде скрыться от полиции. Тем временем в Хоукинсе Уилл, Майк, Дастин и Лукас заинтригованы новой девочкой в их школе — Максин («Макс»); особенно она интересует Дастина и Лукаса. Майк переживает потерю Оди, в то время как его сестра Нэнси страдает от потери своей подруги Барб. Родители Барб не верят в смерть дочери и нанимают в качестве детектива журналиста-конспиролога Баумана. Нэнси по-прежнему встречается со Стивом. У Джойс появляется бойфренд Боб. Уилл видит в галлюцинациях «изнанку» и огромное чудовище с щупальцами. Джойс и Хоппер отвозят Уилла на обследование к новому учёному в той же лаборатории, доктору Оуэну. Позже Хоппер возвращается домой в лесную хижину, где, как оказалось, он живёт вместе с Оди, которая выжила после схватки с чудовищем год назад. |            |                                                                                  |               |                     |                 |
| 10 | 2          | «Глава вторая: Сладость или гадость, урод?» «Chapter Two: Trick or Treat, Freak» | Братья Даффер | Братья Даффер       | 27 октября 2017 |
| Во флешбеке показано, как Оди смогла выбраться из другого измерения и пряталась в лесу от агентов правительства. Дети в городе готовятся к Хэллоуину. Оди тоже хочет отправиться собирать сладости, но Хоппер убеждает её не рисковать и не выходить из хижины. На работе Хоппер расследует, почему внезапно сгнили тыквы у всех фермеров. Нэнси хочет рассказать родителям Барб о смерти их дочери, но Стив уверен, что этого нельзя делать, иначе они будут иметь неприятности с агентами правительства. На вечеринке Нэнси выпивает много алкоголя и оскорбляет Стива, после чего он уходит, а пьяную Нэнси домой отвозит Джонатан. Майк, Уилл, Дастин и Лукас вечером собирают сладости и к ним присоединяется Макс. Уилл внезапно попадает в «изнанку» и рассказывает о своих видениях Майку, в ответ Майк признаётся, что он всё ещё пытается наладить радиоконтакт с Оди. Оди пытается ответить Майку, используя свои способности, но неудачно. Дастин возвращается вечером домой и обнаруживает нечто странное в мусорном баке. |            |                                                                                  |               |                     |                 |
| 11 | 3          | «Глава третья: Головастик» «Chapter Three: Pollywog»                             | Шон Леви      | Джастин Доубл       | 27 октября 2017 |
| Во флешбеке Хоппер находит Одиннадцать в лесу и поселяется вместе с ней в охотничьей хижине своего покойного деда, считая, что это место будет для неё безопасным. В настоящем времени Боб, парень Джойс, говорит Уиллу, чтобы тот боролся со своими страхами, а не бежал от них. Нэнси убеждает Джонатана помочь ей, чтобы рассказать родителям Барб правду о её исчезновении. Хоппер просит доктора Оуэнса расследовать инциденты с гниением тыкв. Дастин пытается узнать больше о странном существе, которое он нашёл: маленьком, похожим на слизня животном, которого он называет Д’Артаньяном («Дартом») и показывает его друзьям в школе. Уилл описывает свои видения и ребята делают вывод, что Дарт является существом «изнанки». Оди покидает хижину и отправляется на поиски Майка; она видит, как он спорит с Максин и думает, что они флиртуют. Джойс изучает рисунки Уилла, на которых изображено огромное паукообразное существо и с ужасом замечает очертания монстра на видеозаписи, которую мальчик снял на Хэллоуин. Дарт убегает; Уилл находит его и сообщает о находке друзьям, но его опять переносит в «изнанку». Дастин подбирает Дарта и сажает под кепку, но скрывает это от друзей. Уилл следует совету Боба и не убегает от монстра, но тот проникает в Уилла своим теневым щупальцем. |            |                                                                                  |               |                     |                 |
| 12 | 4          | «Глава четвёртая: Уилл Премудрый» «Chapter Four: Will the Wise»                  | Шон Леви      | Братья Даффер       | 27 октября 2017 |
| Уилл приходит в себя около Джойс и обеспокоенных друзей. Джойс отвозит сына домой, но обнаруживает, что он ведёт себя странно и начинает рисовать каракули на множестве листов. Джойс просит Хоппера о помощи и вместе они обнаруживают, что каракули выстраиваются в линию, образуя обширную сеть. Хоппер что-то понимает и уходит, ничего не сказав Джойс. Нэнси и Джонатана задерживают агенты под прикрытием, когда они пытаются тайком встретиться с матерью Барб. В лаборатории доктор Оуэнс показывает им портал в «изнанку», признаёт, что Барб умерла именно там, и сообщает, что не хочет, чтобы кто-либо узнал об этом. Когда их отпускают, Нэнси показывает, что она записала разговор с Оуэнсом на диктофон. Лукас пытается сблизиться с Макс, но её агрессивный брат Билли говорит, чтобы парень держался подальше. Дастин обнаруживает, что Дарт вырвался из своего аквариума, съел кота и что он является маленькой версией Демогоргона. Одиннадцать после ссоры с Хоппером случайно узнаёт, что шериф вёл расследование по поводу её биологической матери Терри Айвз. Девочка пытается связаться с мамой при помощи своих сил, но безрезультатно. Хоппер начинает копать в центре одного из испорченных полей и обнаруживает тоннель, который ведёт в «изнанку». |            |                                                                                  |               |                     |                 |
| 13 | 5          | «Глава пятая: Копатели» «Chapter Five: Dig Dug»                                  | Эндрю Стэнтон | Джесси Никсон-Лопес | 27 октября 2017 |
| Хоппер оказывается в сети тоннелей и пытается выбраться оттуда. Уилл чувствует местонахождение шерифа, но Джойс не понимает его и просит Боба помочь. Бобу удаётся привязать карту тоннелей к карте Хоукинса и найти место, где попал в ловушку Хоппер. Нэнси и Джонатан посещают местного конспиролога Мюррея, чтобы доказать, что Барб не просто пропала. Мюррей знает, что общество не поверит в то, что реально произошло с Барб, но предлагает немного изменить историю и сделать её более правдоподобной — обвинить учёных, что девушка погибла при утечке токсина из лаборатории. Лукас рассказывает Макс правду о событиях прошлого года, чтобы завоевать её доверие, но девочка не верит ему. Дастин запирает выросшего Дарта в своём подвале и пытается выйти на связь с друзьями, но они не отвечают, и он уезжает на машине со Стивом. Одиннадцать покидает Хоукинс и отправляется к матери, которая находится в состоянии сильной апатии. Оди способна ментально общаться с Терри и при помощи её воспоминаний видит, что она была похищена у матери при рождении. При попытке спасти дочь, Терри была подвергнута сильной шоковой терапии. В воспоминаниях матери Одиннадцать видит, что вместе с ней в лаборатории была ещё одна девочка. Джойс, Боб, Уилл и Майк спасают шерифа Хоппера, но в скором времени прибывают сотрудники лаборатории и поджигают тоннели, после чего Уилл в агонии падает на землю.                                                                                                   |            |                                                                                  |               |                     |                 |
| 14 | 6          | «Глава шестая: Шпион» «Chapter Six: The Spy»                                     | Эндрю Стэнтон | Кейт Трефри         | 27 октября 2017 |
| Уилла доставляют в лабораторию, но у него происходит потеря памяти. Доктор Оуэнс предполагает, что теневой монстр похож на вирус, который распространился на мозг Уилла, и повреждение субстанции в тоннелях может быть смертельным для мальчика. Нэнси и Джонатан проводят ночь у Мюррея, где они не без его помощи признаются друг другу в своих чувствах и проводят ночь вместе, после чего, утром, возвращаются обратно в дом Байерсов, где обнаруживают рисунки Уилла. Дастин связывается с Лукасом, и они вместе с Макс и Стивом пытаются поймать Дарта на местной свалке. Там Макс открывается Лукасу, объясняя, что такое отношение Билли является результатом того, что его отец женился на матери Макс, Билли часто подвергается нападкам тираничного отца и вымещает обиду на Макс. Ребята узнают, что Дарт — это всего лишь один из десятков подобных монстров (которых Дастин называет демопсами), и попадают в ловушку, но внезапно все твари куда-то убегают. Во время обследования Уилл показывает на карте место, которое теневой монстр тщательно скрывает и оно находится рядом с лабораторией. Оуэнс посылает команду для расследования, но это оказывается ловушкой: на команду нападают монстры, которые потом прорываются в лабораторию. Все с ужасом понимают, что теневой монстр контролирует Уилла. |            |                                                                                  |               |                     |                 |
| 15 | 7          | «Глава седьмая: Пропавшая сестра» «Chapter Seven: The Lost Sister»               | Ребекка Томас | Джастин Доубл       | 27 октября 2017 |
| Одиннадцать уезжает в Чикаго и пытается найти другую девочку из воспоминаний Терри. Там Оди находит Кали — девушку со способностями, которые вызывают видения у других людей, и её банду. Они снова воссоединяются, и Кали показывает свои способности, и рассказывает, что с помощью своей банды пытается найти и отомстить всем людям, которые причинили ей боль в лаборатории Хоукинса. Кали помогает Джейн (настоящее имя Одиннадцать) усилить свои способности. Одиннадцать присоединяется к банде, после чего они нападают на Рея, который в лаборатории проводил шоковую терапию на Терри. Он утверждает, что Бреннер всё ещё жив. Кали подталкивает Джейн на убийство Рея, но девочка отказывается, когда узнаёт, что у него есть две дочери. Они возвращаются в убежище, и Кали настаивает, чтобы Одиннадцать либо осталась и отомстила за свою мать, либо ушла. В своём видении девочка видит Майка и Хоппера в лаборатории и понимает, что они в беде. В этот момент убежище банды начинают штурмовать полицейские, и во время суматохи Оди убегает. |            |                                                                                  |               |                     |                 |
| 16 | 8          | «Глава восьмая: Истязатель разума» «Chapter Eight: The Mind Flayer»              | Братья Даффер | Братья Даффер       | 27 октября 2017 |
| Множество демопсов проникают в лабораторию и убивают всех, кроме героев. Майк выясняет, что Уилл является «шпионом» Теневого Монстра, и если он знает их местоположение, то и чудовище тоже. Из-за сбоя в системе электропитания в лаборатории блокируются двери, и герои оказываются в ловушке. Майк, Уилл, Джойс, Хоппер, Боб и Оуэнс оказываются заперты в комнате безопасности. Шериф собирается восстановить подачу питания, но вместо него вызывается пойти Боб, который умеет обращаться с компьютерами. Оуэнс остаётся в комнате, чтобы с помощью рации вести Ньюби к выходу. Восстановив подачу, Боб жертвует собой и погибает от рук монстров, давая сбежать остальным. Они встречаются с Нэнси, Джонатаном, Стивом, Дастином, Лукасом и Макс, которые пришли по следам монстров к лаборатории. Только подоспевшим ребятам рассказывают, что Теневой Монстр (прозванный Дастином Истязателем разума в честь существа из D&D) контролирует Уилла и демопсов, с которыми связан коллективным разумом, но после его изгнания существо перестанет влиять на мальчика. Они связывают Уилла в сарае Байерсов, выкинув оттуда всё, чтобы Уилл не узнал, где они находится. У Джойс, Майка и Джонатана получается достучаться до него и с помощью азбуки Морзе он сообщает, что ещё жив и, что нужно закрыть врата. Однако из-за звонка домашнего телефона, Уилл узнаёт местоположение и монстр понимает, где они находятся. Джойс, Хоппер, Майк, Стив, Нэнси и другие запираются в доме и готовятся к сражению с монстрами. |            |                                                                                  |               |                     |                 |
| 17 | 9          | «Глава девятая: Врата» «Chapter Nine: The Gate»                                  | Братья Даффер | Братья Даффер       | 27 октября 2017 |
| Одиннадцать прибывает в дом Байерсов и с помощью своих способностей уничтожает группу монстров. После короткого воссоединения они придумывают план, как можно закрыть врата в «изнанку». Хоппер и Одиннадцать направляются в лабораторию, чтобы закрыть портал, в то время как Джонатан, Нэнси и Джойс изгоняют вирус Теневого Монстра, поместив мальчика в жарко натопленную комнату. Майк, Дастин, Лукас и Макс собираются попасть в тоннели, чтобы выманить тварей из лаборатории. Разъярённый отец приказывает Билли найти сводную сестру, тот находит ребят и затевает драку со Стивом. Харрингтон терпит поражение, и пока Билли его избивает, Макс хватает шприц и вкалывает снотворное ему в шею. Подростки спускаются в тоннели и поджигают их, после чего убегают, но дорогу им преграждает Д’Артаньян. Дастин кормит Дарта нугой, и тот позволяет ребятам уйти. Одиннадцать высвобождает весь свой гнев и успешно закрывает портал, сумев одолеть Истязателя Разума. Месяц спустя лабораторию закрывают, Барб получает надлежащие похороны, а Оуэнс подделывает свидетельство о рождении Джейн Хоппер, так как шериф спас ему жизнь в лаборатории. В школе дети и Одиннадцатая посещают рождественский бал, не подозревая, что в «изнанке» возвышающийся над школой теневой монстр всё ещё жив. |            |                                                                                  |               |                     |                 |

## Производство

### Разработка
С критическим и зрительским успехом первого сезона после его выхода в июле 2016 года были подняты предположения о возможном втором сезоне. Братья Даффер изначально предполагали, что «Очень странные дела» будет либо самостоятельным мини-сериалом, либо сериалом-антологией. Они также рассматривали возможность создание потенциального второго сезона (который они называли «сиквелом») в начале 1990-х годов и с участием более взрослых версий персонажей, а также новых персонажей, которые возвращаются в Хоукинс после того, как снова начинают происходить сверхъестественные события.
Однако после выхода первого сезона они поняли, что симпатичность персонажей — особенно детей — была ключом к успеху сериала, и они решили установить действие второго сезона в 1984 году и сосредоточиться на тех же персонажах. К концу июля братья Даффер наметили план для этого сезона, если ему дадут зелёный свет, и в начале августа генеральный директор Netflix Рид Хастингс сказал, что компания «не настолько глупа, чтобы не» продлять «Очень странные дела» на второй сезон. 31 августа 2016 года Netflix объявило, что они продлили «Очень странные дела» на второй сезон из девяти эпизодов, который должен будет выйти в 2017 году. Братья Даффер раскрыли, что сериал был продлён на второй сезон ещё до выхода первого. Что касается решения подождать больше месяца после выхода первого сезона, чтобы объявить о продлении сериала, Мэтт Даффер сказал: «В конце концов это всё-таки сработало, потому что он дошёл до уровня лихорадки. Я думаю, что это то, что [Netflix] намеривалось всё это время сделать».

### Сценарий
Братья Даффер написали второй сезон так, чтобы объединённые первый и второй сезоны чувствовались как завершённая работа, но при этом установив на месте некоторые элементы, чтобы можно было идти вперёд с дополнительными сезонами, если им дадут зелёный свет. В то время как большая часть второго сезона была решена ещё до выхода первого сезона в эфир, братья Даффер приняли во внимание реакцию зрителей с первого сезона, чтобы скорректировать некоторые детали во втором сезоне. Они знали, что у них не будет такого же элемента сюрприза для зрителей, как когда сериал вышел в эфир, и знали, что фанаты хотят видеть определённые элементы, но Росс сказал: «…дело не в том, чтобы дать каждому то, что он считает, что хочет. Потому что я не думаю, что они действительно знают, чего хотят».
Братья Даффер считали, что второй сезон следует рассматривать скорее как сиквел, а не продолжение, и поэтому они решили назвать второй сезон «Очень странные дела 2». Этот подход вызвал некоторое беспокойство у Netflix, поскольку компания считала, что сиквелы фильмов обычно имеют плохую репутацию, но братья Даффер указали на то, что было множество сиквелов, которые превзошли оригинальный фильм, и чувствовали себя уверенно с этим названием. Несмотря на то, что в тизере были показаны названия эпизодов сезона, чтобы «дать какой-то намёк на то, куда мы идём во втором сезоне, при этом не выдавая ничего», Мэтт Даффер заявил, что некоторые названия будут изменены, поскольку были некоторые вещи, которые «мы не хотели туда класть, потому что чувствовали, что это бы выдало слишком много», и потому, что «люди умны в этом чёртовом Интернете» с созданными фанатами «видео, в которых анализируют названия глав… прямо много» о том, как названия связаны с сюжетом сезона. В начале октября 2017 года братья Даффер раскрыли окончательные названия первых шести эпизодов сезона.

### Подбор актёров
В октябре 2016 года было объявлено, что Шнапп и Кири были повышены до основного актёрского состава во втором сезоне, в то время как в первом сезоне у них были повторяющиеся роли, и что Сэди Синк и Дейкр Монтгомери присоединятся к основному актёрскому составу в ролях Макс и Билли, соответственно. Райдер, Харбор, Вулфхард, Браун, Матараццо, Маклафлин, Дайер и Хитон также вернулись в этом сезоне. Шон Астин в роли Боба Ньюби и Пол Райзер в роли Сэма Оуэнса также стали частью основного актёрского состава в этом сезоне. По поводу Оуэнса, братья Даффер ссылались на этого персонажа в их идее для Netflix как «Пол Райзер», и специально намекали на персонажа Райзера, Картера Бёрка, в «Чужих», а Росс ссылался на выбор Джеймса Кэмерона в кастинге для этого фильма, сказав: «[Кэмерон] считал, что люди по определению будут доверять [Райзеру], и это будет поворотом». Сын Райзера был фанатом «Очень странных дел» и он дал своему отцу раннюю оценку сериала, и к тому времени, когда продюсеры позвонили его агенту по поводу роли, Райзер был в восхищении от роли. В повторяющихся ролях к ним также присоединяются Линнея Бертелсен (Кали / Восемь) и Бретт Гелман (Мюррей Бауман).

### Музыка
Саундтрек ко второму сезону был выпущен в цифровом формате 20 октября 2017 года благодаря Lakeshore и Invada Records. Музыку сочинили Кайл Диксон и Майкл Стайн из электронной группы Survive. Говоря о композиции саундтрека, Диксон и Стайн вместе сказали, что партитура для второго сезона вводит «новые стили композиции, в то же время возвращаясь к старым темам, когда это уместно… Мы создали новые элементы, которые необходимы для поддержки истории, но всё же хотим оставаться верными звуку первого сезона». Первый трек из саундтрека, «Walkin' in Hawkins», был выпущен 12 октября.
Как и было принято в первом сезоне, во втором сезоне была использована музыка, главным образом из 1980-х годов, чтобы вызвать чувство ностальгии среди зрителей и ещё больше укрепить обстановку истории. В общей сложности было использовано более 50 музыкальных произведений для «Очень странных дел 2», с датами выпуска, охватывающими период с 1936 года по 1985 год.

## Выпуск
Второй сезон, который состоял из девяти часовых эпизодов, был выпущен во всём мире на Netflix 27 октября 2017 года в Ultra HD 4K и HDR.

### Маркетинг
Тизер второго сезона, который также анонсировал дату выхода, вышел в эфир во время Супербоула LI.

### Beyond Stranger Things
С выходом второго сезона сериала, Netflix также выпустило «Beyond Stranger Things», афтер-шоу ведущего Джима Раша. Гости афтер-шоу состоят из актёров и съёмочной группы сериала, включая братьев Даффер и звёзд сериала, чтобы обсуждать развитие и закулисное производство сериала, и его более крупную мифологию сериала. В отличие от предыдущих афтер-шоу, созданных Embassy Row, таких как «Talking Dead» и «Talking Bad», «Beyond Stranger Things» предназначено для просмотра после показа всего текущего сезона.

### Домашние носители
Второй сезон «Очень странных дел» был выпущен на Blu-ray/DVD в спец-упаковке исключительно в сети магазинов Target 6 ноября 2018 года, в винтажной упаковке CBS-FOX, вдохновлённой VHS.
| Очень странные дела 2 | | | | | |
| Информация об издании | Информация об издании | Дополнительный контент | Дополнительный контент | Дополнительный контент | Дополнительный контент |
| - Формат: AC-3, Blu-ray, DTS Surround Sound, Dubbed, NTSC, Subtitled, Widescreen - Язык/субтитры: английские, испанские - Формат изображения 2:1 - Набор из 6 дисков, 9 эпизодов | - Формат: AC-3, Blu-ray, DTS Surround Sound, Dubbed, NTSC, Subtitled, Widescreen - Язык/субтитры: английские, испанские - Формат изображения 2:1 - Набор из 6 дисков, 9 эпизодов | - Поставляется с коллекционными закулисными открытками, которые показывают откровенные, закулисные виды того, как создавался «Очень странные дела 2». - Ретро-упаковка, предназначенная выглядеть как винтажная кассета VHS CBS-FOX. | - Поставляется с коллекционными закулисными открытками, которые показывают откровенные, закулисные виды того, как создавался «Очень странные дела 2». - Ретро-упаковка, предназначенная выглядеть как винтажная кассета VHS CBS-FOX. | - Поставляется с коллекционными закулисными открытками, которые показывают откровенные, закулисные виды того, как создавался «Очень странные дела 2». - Ретро-упаковка, предназначенная выглядеть как винтажная кассета VHS CBS-FOX. | - Поставляется с коллекционными закулисными открытками, которые показывают откровенные, закулисные виды того, как создавался «Очень странные дела 2». - Ретро-упаковка, предназначенная выглядеть как винтажная кассета VHS CBS-FOX. |
| Даты выхода на DVD | | | | | |
| Регион 1 | Регион 1 | Регион 2 | Регион 2 | Регион 4 | Регион 4 |
| 6 ноября 2018 | | | | | |

## Реакция

### Зрительская аудитория

#### Рейтинги Нильсена
Рейтинг Нильсена записывает данные о зрительской аудитории для тех, кто смотрел сериал по телевизору, эти данные не учитывают мобильные, планшетные или компьютерные устройства.
| No. | Название                                   | Дата выхода     | Трёхдневная аудитория     | Трёхдневная аудитория     | Прим.  |
| No. | Название                                   | Дата выхода     | 18-49 зрителей (миллионы) | Всего зрителей (миллионы) | Прим.  |
| --- | ------------------------------------------ | --------------- | ------------------------- | ------------------------- | ------ |
| 1   | «Глава первая: Безумная Макс»              | 27 октября 2017 | 11,0                      | 15,8                      | [ 36 ] |
| 2   | «Глава вторая: Сладость или гадость, урод» | 27 октября 2017 | 9,6                       | 13,7                      | [ 36 ] |
| 3   | «Глава третья: Головастик»                 | 27 октября 2017 | 8,1                       | 11,6                      | [ 36 ] |
| 4   | «Глава четвёртая: Уилл Мудрец»             | 27 октября 2017 | 6,6                       | 9,3                       | [ 36 ] |
| 5   | «Глава пятая: Копать»                      | 27 октября 2017 | 5,6                       | 8,0                       | [ 36 ] |
| 6   | «Глава шестая: Шпион»                      | 27 октября 2017 | 4,5                       | 6,4                       | [ 36 ] |
| 7   | «Глава седьмая: Потерянная сестра»         | 27 октября 2017 | 3,7                       | 5,3                       | [ 36 ] |
| 8   | «Глава восьмая: Истязатель Разума»         | 27 октября 2017 | 3,4                       | 4,9                       | [ 36 ] |
| 9   | «Глава девятая: Врата»                     | 27 октября 2017 | 3,2                       | 4,6                       | [ 36 ] |

#### Другие данные
«Patriot Analytics» признали второй сезон самым востребованным цифровым оригинальным сериалом мира в 2017 году, и он был включён в издание 2019 года «Книги рекордов Гиннесса». В августе 2017 года маркетинговая аналитическая фирма Jumpshot определила, что этот сезон стал седьмым самым просматриваемым сезоном Netflix за первые 30 дней после его премьеры, собрав чуть более 20 % зрителей, которых получил второй сезон «Сорвиголовы», который был самым просматриваемым сезоном по версии Jumpshot. Jumpshot, которая «анализирует данные о потоке кликов с онлайн-панелей более чем 100 миллионов потребителей», изучила поведение и активность американских членов компании при просмотре сериалов, учитывая относительное количество американских зрителей Netflix, которые посмотрели хотя бы один эпизод сезона.

### Реакция критиков
«Очень странные дела 2» получил очень положительные отзывы, особенно за его историю, развитие персонажей, качественную постановку, визуальные эффекты, актёрскую игру (в частности Харбора, Браун, Шнаппа, Кири и Астина) и более тёмный тон по сравнению с предыдущим сезоном. На Rotten Tomatoes второй сезон имеет рейтинг 94 %, основанный на 146 отзывах, со средней оценкой 7,86/10. Критический консенсус сайта гласит: «Медленно строящийся второй сезон „Очень странных дел“ уравновешивает моменты юмора и ностальгическую доброту против растущего ужаса, который ещё больше эффективен благодаря насыщенным персонажам и выразительному тону шоу». Metacritic дал второму сезону нормализованную оценку 78 из 100, основанную на 33 отзывах, что указывало на «в целом благоприятные отзывы».
В обзоре для «Rolling Stone» журналист Дэвид Фиар похвалил развитие персонажей во втором сезоне, зайдя так далеко, что он сказал, что это сияло больше, чем повествование: «…К тому времени, когда вы доберётесь до финала в стиле Джона Хьюза, в котором школьный зимний танец связывает многочисленные концы, вы понимаете, что „Очень странные дела 2“ не только создаёт историю о том, как дети неуклюже пробираются и находят свой путь в молодую взрослую жизнь, но и что эти части кажутся более интересными, чем любые махинации с Изнанкой и т. п. ...если во втором сезоне есть что-то на первом месте, то это то, что эти персонажи теперь чувствуются не так, как будто они вышли из неудавшихся дублей „Инопланетянина“, а больше похожими на настоящих подростков, которые были в аудитории, смотревшей это и мечтавшей».
Линда Холмс из National Public Radio также похвалило развитие персонажей в сезоне, сказав в своём обзоре: «Есть много вещей, за которые можно быть благодарным в работе, данной вернувшемуся актёрскому составу. У Дастина и Лукаса есть возможность быть немного более дополненными — что особенно приветствуется в случае с Лукасом, которому не дали много сольного времени в первом сезоне, чтобы продемонстрировать, какую именно роль он играет в том, что Дастин называет „командой“, состоящей из мальчиков и Одиннадцати. Хотя, возможно, самый неожиданно успешный ход на этом фронте заключается в том, чтобы продолжить выстраивать Стива за пределами Препятствующего Парня, отчасти давая ему некоторый контакт с другими людьми, кроме Нэнси, с которыми можно работать». В обзоре она также указала на некоторые опасения в сезоне, отметив, что повествовательная структура временами копировалась с сюжетной линии первого сезона, но в целом посчитала эту итерацию приятной, несмотря на её недостатки.

### Комментарии
Одним из наиболее заметных влияний сериала стало увеличение спроса на вафли Eggo, так как в нескольких эпизодах было показано, что они являются любимой едой Одиннадцати, и их рассматривают как репрезентацию шоу. Компания Kellogg, которая производит Eggo, не была частью производства до выхода первого сезона, но признала влияние этого сериала на рынок. Она предоставила винтажную телевизионную рекламу Eggo 1980-х годов для Netflix, чтобы использовать её в своём рекламном ролике для Супербоула LI, и хочет больше участвовать в перекрёстном продвижении.